# Maggengo

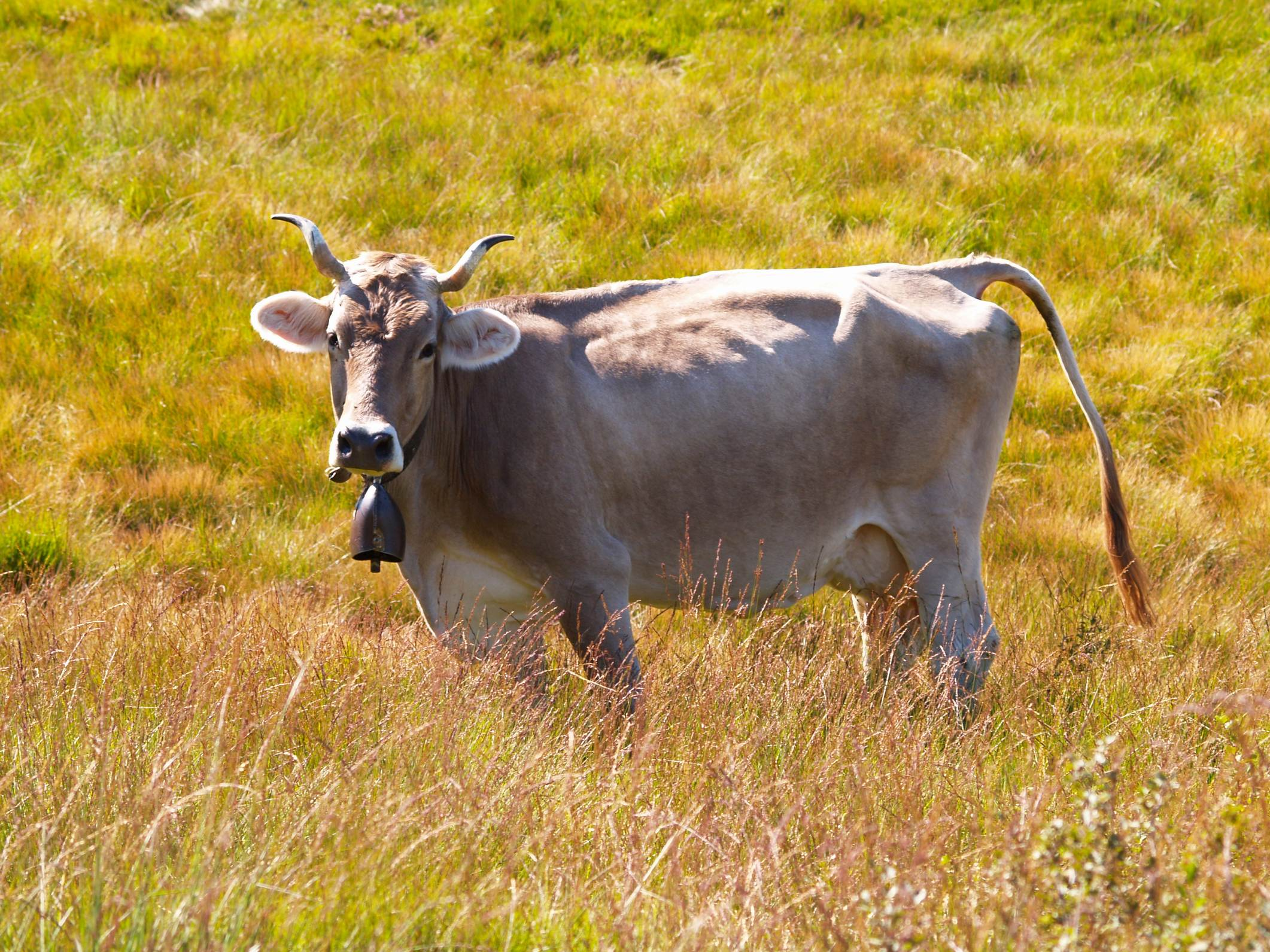
Vacca al pascolo

Con il termine maggengo (con il significato di: attività di pascolo o fienagione che si svolge durante il mese di maggio) si indica, nel campo dell'attività agro-zootecnica delle località di montagna, l'area intermedia di pascolo del bestiame tra le sedi invernali di pianura o di fondovalle e le sedi estive di alpeggio in alta quota. Lo stesso termine può anche indicare lo sfalcio di fieno effettuato durante il mese di maggio. 

## Descrizione

### Pascolo di media quota
La salita verso gli alpeggi dagli insediamenti di fondovalle (la cosiddetta monticazione) si attua per fasi (dette anche tramuti), corrispondenti a zone di pascolo, ciascuna delle quali dotata delle relative strutture di supporto (abitazioni temporanee, stalle, ecc.), collocate a diverse altitudini.
Questa sorta di migrazione stagionale, del bestiame e degli uomini addetti alla sua cura, dalle aree di bassa quota verso i pascoli più alti, è stata oggetto all'inizio del XX secolo di un importante studio svolto sul territorio della Val d'Anniviers nel Canton Vallese in Svizzera.
Nello studio venivano individuate delle zone di pascolo, dette maggenghi, poste a circa 1600–1700 m sul livello del mare, dove il bestiame veniva condotto durante il mese di maggio, prima del successivo trasferimento, tra fine giugno e inizio luglio, ai pascoli d'alpeggio in alta quota.

### Sfalcio del fieno o del foraggio
Viene chiamato maggengo lo sfalcio del fieno o del foraggio che aveva luogo in pianura durante il mese di maggio:
- nel caso di un prato stabile si tratta del primo sfalcio, effettuato nella prima metà di maggio, a cui seguono lo sfalcio agostano e il terzuolo. Il maggengo rappresenta in questo caso circa la metà della produzione dell'intera annata.
- nel caso di una marcita si tratta invece del terzo sfalcio, infatti secondo la tradizione, il primo taglio aveva luogo a fine febbraio, il secondo in aprile, il terzo a fine maggio (detto appunto maggengo), il quarto a fine luglio (agostano), il quinto a fine agosto (terzuolo), il sesto all'inizio di ottobre e l'ultimo tra novembre e dicembre. Il maggengo era lo sfalcio più redditizio, dato che apportava circa un quarto della produzione annuale di foraggio.